# Alysicarpus pubescens
Alysicarpus pubescens är en ärtväxtart som beskrevs av J.S.Law. Alysicarpus pubescens ingår i släktet Alysicarpus och familjen ärtväxter.

## Underarter
Arten delas in i följande underarter:
- A. p. pubescens
- A. p. vasavadae